# تپه نورآباد- پارک هاشمی
تپه نورآباد- پارک هاشمی مربوط به عصر مفرغ است و در شهرستان دلفان، بخش مرکزی، دهستان نورآباد، جنب میدان بعثت، پارک آیت هاشمی واقع شده و این اثر در تاریخ ۲۴ دی ۱۳۸۷ با شمارهٔ ثبت ۲۴۳۸۲ به‌عنوان یکی از آثار ملی ایران به ثبت رسیده است.